# Якут (село)
Я́кут (рос. Якут) — село у складі Александровського району Оренбурзької області, Росія.

## Населення
Населення — 69 осіб (2010; 76 у 2002).
Національний склад (станом на 2002 рік):
- татари — 90 %